# АСДТ
АСДТ (аббревиатура от Аммиачная Селитра/Дизельное Топливо, игдани́т) — смесевое взрывчатое вещество (ВВ), состоящее из аммиачной селитры и углеводородного горючего вещества, чаще всего, дизельного топлива. В англоязычном варианте — ANFO (Ammonium Nitrate/Fuel Oil). Игданитом названо в честь Института горного дела АН СССР (ИГД).

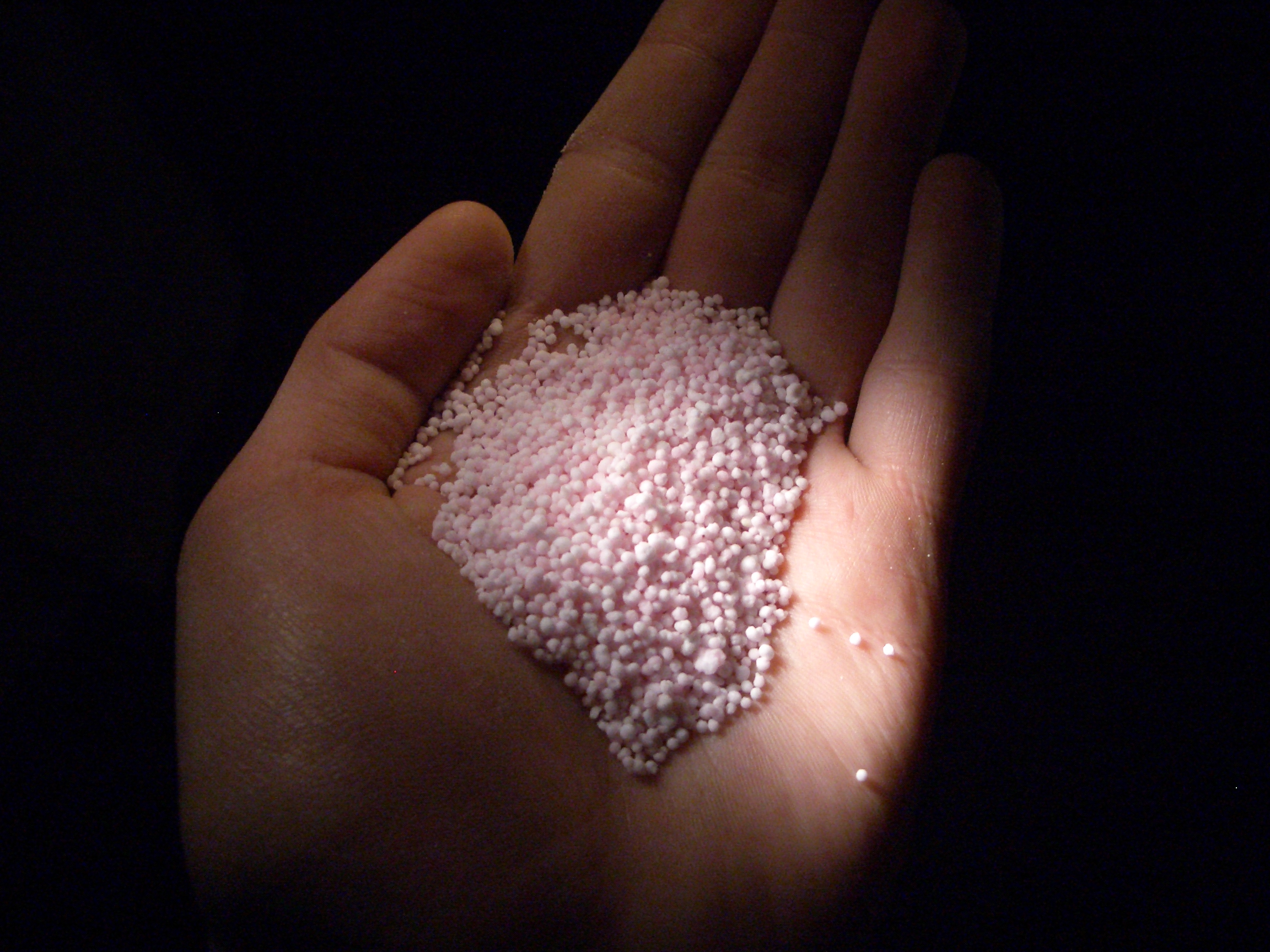
Гранулы нитрата аммония, компонента АСДТ, применяемые компанией K+S на калийных рудниках.

## Состав
В смесях АСДТ окислителем является аммиачная селитра (нитрат аммония NH4NO3), а в качестве горючего используются различные углеводороды (дизельное топливо, керосин), углеводы типа мелассы и другие вещества (например, нитрометан).

## Свойства
При нормальных условиях АСДТ является взрывчатым веществом, разложение сопровождается детонацией со средней скоростью. По взрывчатым характеристикам является бризантным (вторичным) ВВ с относительно низкой чувствительностью и требует специальных средств или инициирующего заряда для взрыва. Эффективность взрыва составляет примерно 80 % от тринитротолуола (тротила) и тротиловый эквивалент составляет 0,8. Параметры взрывного разложения сильно зависят от состава и срока хранения смеси. В смесях со специальными видами горючего тротиловый эквивалент может достигать 1,6.
Аммиачная селитра без горючего в большом количестве может разлагаться со взрывом, из-за чего на производствах случались промышленные катастрофы, например, взрыв в Оппау в 1921, взрыв в Техас-Сити в 1947, взрыв в Тулузе в 2001, взрывы в порту Бейрута в 2020.
В основе детонации АСДТ лежит реакция, продуктами которой являются азот, двуокись углерода и вода:
NH4NO3 + CnH2n+2 → N2 + CO2 + H2O
Идеальное стехиометрическое соотношение компонентов смеси: 94,3 % аммиачной селитры и 5,7 % дизельного топлива. На практике обычно применяют большее количество горючего из-за неполного участия в реакции и стремления к максимальному тепловому эффекту взрывного разложения. Снижение содержания топлива менее 5% способствует повышению восприимчивости к детонации, но уменьшает срок хранения состава, в связи с агрегацией горючего в ходе его стекания с частиц селитры. В реальных условиях кроме указанных продуктов реакции образуются также окись углерода СО и окислы азота. Если в применяемом горючем содержатся примеси, могут образовываться и иные продукты (например, окислы серы). При добавлении металлических высокоэнергетических добавок (например, алюминия, магния) образуются оксиды этих металлов. Добавка металлов (чаще всего, алюминиевый порошок) обычно не превышает 2-4% по массе.
Обычно термин АСДТ (ANFO) применяется к смесям специальной пористой гранулированной аммиачной селитры с дизельным топливом (для североамериканского рынка это N 2 diesel fuel). В таком виде плотность смеси примерно 840 кг/м3. Плотность отдельных гранул составляет примерно 1300 кг/м3, а плотность кристаллической аммиачной селитры 1700 кг/м3. Гранулы селитры, применяемой для АСДТ, отличаются от широко применяемых в сельском хозяйстве в качестве удобрения. Пористые гранулы содержат примерно 20 % воздушных пор, которые являются центрами образования «горячих точек» при инициировании детонации и обеспечивают приемлемые свойства смеси. Кроме того, поры удерживают горючее и обеспечивают постоянство состава. В СССР и России специальное производство пористых гранул организовано не было. В стандартной гранулированной селитре (удобрения, общепромышленные сорта) сорбция жидкого топлива происходит во внутренних полостях и дефектах кристаллов, которые занимают объём около 2-10% от объёма гранулы. Различия в восприимчивости к детонации смесей на основе обычных и пористых гранул находится в пределах 10-50%, что имеет значение лишь при комплектации зарядов массой до 3-5 кг. На практике игданиты никогда не применяют при столь малой навеске.
Аммиачная селитра обладает значительной гигроскопичностью, а поглощение воды снижает взрывчатые характеристики. Это предъявляет дополнительные требования к условиям хранения и применения АСДТ. Также селитра растворима в воде, и применение АСДТ в обводнённых условиях требует затрат на обезвоживание шпуров. В таких условиях часто применяют другие типы ВВ. Смеси АСДТ применяют при производстве эмульсионных, или загущённых ВВ, в которых кроме гранул селитры и горючего имеется вязкая среда (например вода, загущённая полимерами). Такие ВВ имеют более высокие плотность и взрывчатые характеристики, повышенную водостойкость. Однако низкая морозостойкость и неудобство транспортировки готовых смесей ограничивают их применение.

## Применение
Смеси АСДТ широко применяются в угольной, горнодобывающей отраслях, а также в строительстве. Примерно 80 % от всех применяемых в Северной Америке ВВ (от 2,7 млн тонн) составляют такие смеси.
Популярность АСДТ связана с низкой стоимостью и безопасностью в обращении данных смесей. В большинстве стран аммиачная селитра не считается взрывчатым веществом и классифицируется как окислитель. Большинство применяющих АСДТ готовят смеси прямо на месте применения, для этого существует много типов смесительно-заряжающих машин, по большей части самоходных (на автомобильных или тракторных шасси).
По причине простота получения компонентов и технологии изготовления АСДТ вещество стало использоваться как террористами, так и участниками различных военных конфликтов. АСДТ применяли ФАРК (Колумбия), ИРА (Ирландия), ЭТА (Испания) и палестинские группировки. С 1990-х АСДТ часто использовалось в ходе российско-чеченских войн и в других конфликтах на территории России. Более изощрённый вариант с применением в качестве горючего нитрометана был использован в теракте в Оклахома-сити, США. Часто такие смеси делаются из сельскохозяйственных сортов аммиачной селитры, они отличаются меньшей восприимчивостью к детонатору.